# Birgit Strøm
Birgit Strøm, född den 9 augusti 1931 i Oslo, död den 11 januari 2007, var en norsk skådespelare och dockteaterförare, dotter till Julian Strøm.
Strøm studerade dockteater i Tjeckoslovakien 1952-1953, och anställdes vid Folkteatrets dockteater 1953-1959. Senare var hon vid Oslo Nye Teaters dockteater, här också som konstnärlig ledare 1965-1972. Hon var programsekreterare på NRK:s barn- och ungdomsavdelning 1972-1995, och dramatiserade, översatte och skrev föreställningar för både teater och tv. Från radio, tv och skivinspelningar är hon känd för sina röstroller Jon Arthur Vimsen, Titten Tei och Teodor. Hon var under flera år ledare för Nordisk dukketeaterselskap och medlem av presidiet i Union Internationale de la Marionette.